# Calamopteryx jeb
Calamopteryx jeb är en fiskart som beskrevs av Cohen, 1973. Calamopteryx jeb ingår i släktet Calamopteryx och familjen Bythitidae. IUCN kategoriserar arten globalt som livskraftig. Inga underarter finns listade.